# 第五琦
第五 琦（だいご き、712年 - 782年9月19日）は、中国唐代後期の政治家・財政家。字は禹珪。京兆郡咸陽県の出身。

## 略歴
幼い頃両親を亡くし、兄の第五華の下で学問を修め、富国強兵の術をもって自任する。玄宗時代、天宝年間（742年 - 756年）の初め韋堅に仕えたが、韋堅が失脚するとしばらく野に下る。のち須江県丞となり、信安郡太守の賀蘭進明に認められた。755年安禄山が乱（安史の乱）を起こすと、賀蘭進明が北海郡太守に転ずるのに従い、録事参軍に任命された。戦功の乏しい賀蘭進明が玄宗の叱責を受けるに及び、第五琦は惜しみなく金を使って勇士を集めるよう賀蘭進明に献策し、その兵力をもって安禄山に奪われた諸郡を奪回した。
戦勝報告のため、蜀に難を避けていた玄宗の下へに赴いたが、そこで皇帝に自ら「兵の強弱は、軍費の多寡によります。私にお任せいただければ江淮の地で軍費を調達してみせます」と志願。税収が激減して財政が困窮していた折でもあり、玄宗は大いに喜んで第五琦を監察御史・勾当江淮租庸使に任じ、ついで殿中侍御史・山南等五道度支使に任じた。これが度支使の始まりとされる。さらに粛宗即位（玄宗は太上皇となる）におよび、金部郎中兼侍御史・諸道塩鉄鋳銭使となり、塩の専売をもって朝廷の財政再建を図ることになった。乾元元年（758年）塩法を制定、山海の井竈での塩の専売を宣言。製塩業者の雑徭免除を行い、塩鉄使の管轄下に置き、大いに国庫を潤した。これが塩鉄使の端緒である。塩鉄使・度支使は、宰相が兼務する財政職となり、後の五代から北宋にかけて独立した官庁となっていくことになる。
さらに、当時通用していた開元通宝銭に代えて、乾元重宝銭を鋳造し、従来の10倍の価値で流通させ、大幅な通貨膨張策を採用。国家財政は潤うこととなったが、一方で過度のインフレーション（物価騰貴）を招くことになる。乾元2年（759年）同中書門下平章事（ほぼ宰相に相当）に就くと、さらに重輪銭を発行し、乾元銭の50倍として通用させたため、インフレはさらに加速。国内経済が混乱に至ったため、世論の非難を浴び、地方官である忠州刺史に左遷された。
しかし、衰運に傾いた唐朝の財政を担える人材は乏しく、宝応元年（762年）に第五琦は再び代宗の朝廷に召されて、太子賓客となる。広徳元年（763年）、吐蕃によって長安が攻め落とされて代宗が脱出した際、長安奪還を命じられた関内副元帥郭子儀の要請で粮料使兼御史大夫・関内元帥副使に就任してその食糧・軍費の確保にあたり、さらに京兆尹も兼ねた。なお、この時期に京兆府（長安）を中心に導入された青苗銭の発案者を第五琦とする古賀登の説がある。長安奪還の功績によって判度支兼諸道鋳銭塩鉄転運常平等使・扶風郡公に移り、引き続き京兆尹を兼ねた。永泰元年（765年）には京兆府で麦に対する夏税を徴収。のちの両税法の起源となる。翌永泰2年（766年）戸部侍郎判度支となり、塩鉄使の劉晏とともに財政を司った。大暦5年（770年）禁軍の力を背景に国政を壟断した宦官の魚朝恩が代宗の命で誅殺された際に、連座して左遷され饒州刺史・湖州刺史となる。建中元年（779年）徳宗が即位すると、第五琦の才能を惜しみ、太子賓客・東都留守として中央に召そうとしたが、第五琦は病にかかり急死したという。享年は『旧唐書』によれば70、『新唐書』では71。死後、太子少保を追贈された。
元載・劉晏・楊炎ら、安史の乱以降の財政責任者は何れも失脚・処刑という運命を辿ったが、第五琦だけは左遷されたとは言え長寿を全うし、子孫も続いた事から、士大夫と呼ぶのに相応しい人格の持ち主であったと言う評価がある。

## 伝記史料
- 『旧唐書』巻123 列伝第七十三 第五琦伝
- 『新唐書』巻149 列伝第七十四 第五琦伝